# Fabio Taglioni
Fabio Taglioni (10 de septiembre de 1920 – 18 de julio de 2001) fue un ingeniero italiano, jefe de diseño de los motores de las motocicletas Ducati a lo largo de la mayor parte de su carrera. 

## Semblanza
Nacido en Lugo di Romagna, fue diseñador jefe y director técnico de Ducati desde 1954 hasta 1989. Su diseño de un motor bicilíndrico en V a 90° desmodrómico todavía se usa en todas las motocicletas Ducati actuales. Entre las muchas victorias de su primer bicilíndrico desmo, el legendario regreso de Mike Hailwood en 1978 en la Isla de Man es quizás el más memorable. 
Después de la Segunda Guerra Mundial, Taglioni diseñó motores para las motocicletas Ceccato y Mondial antes de incorporarse a Ducati en 1954. Comenzó diseñando los motores monocilíndricos de cuatro tiempos OHC de Ducati, y en 1963 diseñó el prototipo V4 Ducati Apollo. Esto condujo a la Ducati 750 Imola Desmo de 1972 y a las motocicletas Ducati bicilindricas en línea de los años 1970 y 1980. 
Murió en Bolonia en 2001.